# Doissat
Doissat település Franciaországban, Dordogne megyében. Lakosainak száma 101 fő (2022. január 1.). Doissat Grives, Sainte-Foy-de-Belvès, Pays-de-Belvès, Saint-Laurent-la-Vallée, Saint-Pompon, Besse, Prats-du-Périgord és Orliac községekkel határos.

## Népesség
A település népességének változása:
| Lakosok száma | 153  | 127  | 125  | 118  | 121  | 108  | 105  | 103  | 102  | 101  |
|               | 1968 | 1982 | 1990 | 2006 | 2013 | 2015 | 2017 | 2019 | 2020 | 2022 |